# 沙特阿拉伯首相
沙特阿拉伯王国内阁首相（阿拉伯语：‎）正式译名为大臣会议主席，是沙特阿拉伯王国形式上的政府首脑、诸大臣之首。自1964年费萨尔国王登基以来，沙特王国首相一职历来由国王兼任，国王与首相实际是同一个人，既是国家元首也是政府首脑，无论在形式上还是事实上都掌握着最高行政权，直至2022年王儲穆罕默德·本·萨勒曼擔任首相之後才打破這一慣例。

## 概述
在阿拉伯语中，“首相”意为首席大臣，而阿拉伯语中的“大臣”（阿拉伯语：‎）一词来源于波斯语“维齐尔”（‎），两者发音、写法和含义都相同。“维齐尔”一词在阿拉伯国家的使用开始于阿拉伯帝国阿拔斯王朝，该王朝是一个波斯化的阿拉伯王朝，官僚制度多沿用自波斯。“维齐尔”起初仅用于首席大臣（首相），后来所有大臣均称“维齐尔”，而首相则改称“大维齐尔”或“众维齐尔之首”（阿拉伯语：‎）或“维齐尔会议之首”（‎）。近代以来，阿拉伯语中的大臣和部长均统一称“‎”，而首相和总理一般也统一称“‎”或“‎”。
沙特阿拉伯王国第二任君主沙特·本·阿卜杜勒-阿齐兹·阿勒沙特国王于1953年10月起兼任王国首相，是为沙特王国首相之始，以后首相、副首相一职都由国王、王储或副王储兼任。
1993年8月20日，法赫德国王颁布新的《内阁法》，规定国王兼任内阁首相，从此成为定制。现任沙特王国首相是王儲穆罕默德·本·萨勒曼，是該國1964年以來第一位不由君主兼任首相的人。

## 历任沙特王国首相
|   | 首相                        | 上任日期   | 卸任日期   | 备注                                                                       |
| - | --------------------------- | ---------- | ---------- | -------------------------------------------------------------------------- |
| 1 | 沙特·本·阿卜杜勒-阿齐兹     | 1953-10-09 | 1954-08-16 | 即沙特国王，首创王国首相头衔，后因政局混乱将首相位让与摄政王储费萨尔       |
| 2 | 费萨尔·本·阿卜杜勒-阿齐兹   | 1954-08-16 | 1960-12-21 | 即王储费萨尔亲王，第一次在任                                               |
| 3 | 沙特·本·阿卜杜勒-阿齐兹     | 1960-12-21 | 1962-10-31 | 沙特国王再次兼任首相，后再次因政局混乱卸任，直至被废黜都未再兼任首相       |
| 4 | 费萨尔·本·阿卜杜勒-阿齐兹   | 1962-10-31 | 1975-03-25 | 费萨尔王储再次兼任首相，沙特国王被废后继位为国王，继续兼任首相直至遇刺驾崩 |
| 5 | 哈立德·本·阿卜杜勒-阿齐兹   | 1975-03-29 | 1982-06-13 | 即哈立德国王，费萨尔国王驾崩后首相位空缺，哈立德继位为国王4天后兼任首相    |
| 6 | 法赫德·本·阿卜杜勒-阿齐兹   | 1982-06-13 | 2005-08-01 | 即法赫德国王，兼任首相直至驾崩                                             |
| 7 | 阿卜杜拉·本·阿卜杜勒-阿齐兹 | 2005-08-01 | 2015-01-23 | 即阿卜杜拉国王，兼任首相直至驾崩                                           |
| 8 | 薩勒曼·本·阿卜杜勒-阿齊茲   | 2015-01-23 | 2022-09-27 | 即现任国王薩勒曼，兼任首相至2022年9月27日                                  |
| 9 | 穆罕默德·本·萨勒曼          | 2022-09-27 | 现任       | 即现任王储兼首相穆罕默德                                                   |

## 副首相及其他
沙特王国国王兼首相领导沙特阿拉伯王国政府，其下有一位至两位副首相和十几位大臣，第一副首相往往由王储兼任，第二副首相则相应由副王储兼任。王储有时在国王不能行使权力时作为摄政王代行国王权力。例如，前国王兼首相阿卜杜拉在即位前就担任王储兼第一副首相，在法赫德国王病重不能行使权力时就以摄政王名义实际行使国王权力，等到法赫德国王驾崩后就继位为国王。目前沙特王国第一副首相職位因王储穆罕默德·本·萨勒曼已升任首相而空缺。
与沙特王国情况类似的还有同為君主專制國家的阿曼和文莱，兩国政府（也称内阁）的首相也是由其君主（阿曼苏丹）卡布斯·本·赛义德和（文莱苏丹）哈桑纳尔·博尔基亚兼任。